# Turkse Tijd
| lichtblauw | West-Europese Tijd (UTC+0)                                     |
| blauw      | West-Europese Tijd (UTC+0) West-Europese zomertijd (UTC+1)     |
| roze       | Midden-Europese Tijd (UTC+1)                                   |
| rood       | Midden-Europese Tijd (UTC+1) Midden-Europese zomertijd (UTC+2) |
| geel       | Kaliningradtijd (UTC+2)                                        |
| goud       | Oost-Europese Tijd (UTC+2) Oost-Europese zomertijd (UTC+3)     |
| groen      | Moskoutijd (UTC+3)                                             |

Turkse Tijd (TRT of UTC+3) (Turks: Türkiye Zaman Dilimi) is een tijdzone in Turkije die 3 uur voor loopt op de UTC (en GMT) en 2 uur op de (MET). Omdat MEZT gelijk is aan UTC+2 en TRT geen zomertijd kent, is het verschil 's zomers 1 uur.
Turkse Tijd is aangenomen door de Turkse regering op 8 september 2016. Het wordt ook gebruikt in de  Turkse Republiek Noord-Cyprus.
Tot en met 2016 gebruikte Turkije de Oost-Europese Tijd (UTC+2) in de winter en de Oost-Europese zomertijd (UTC+3) in de zomer. De overgang tussen de standaardtijd en de zomertijd volgde in het algemeen EU-regels en was hetzelfde als andere Europese landen. In 2016 werd besloten om het hele jaar door op UTC+3 te blijven.